# Рухтин, Николай Владимирович
Николай Владимирович Рухтин (26 декабря 1953 года, Уфа, РСФСР, СССР) — советский борец классического стиля, мастер спорта СССР международного класса.

## Биография
Родился 26 декабря 1953 года в Уфе. Тренировался под руководством Г. В. Хрюкина в ДСО «Зенит». В 1979-81 годах был членом сборной команды СССР, в это время тренировался под руководством тренера В. А. Бормана.
Окончил Институт физической культуры имени П. Ф. Лесгафта в 1980 году.
В 1983—90 годах работал тренером спортивного клуба и одновременно в 1985-94 годах был директором спортивно-оздоровительного лагеря имени Н. Ф. Гастелло.

## Спортивные результаты
- Бронзовый призёр первенства РСФСР (1973) среди юниоров
- Чемпион РСФСР (1980-81)
- Серебряный призёр чемпионата РСФСР (1982)
- Чемпионат СССР по классической борьбе 1980 года — ;
- Победитель международного турнира памяти И.М.Поддубного (Уфа, 1981)